# Cavacoa baldwinii
Cavacoa baldwinii är en törelväxtart som först beskrevs av Ronald William John Keay och Alberto Judice Leote Cavaco, och fick sitt nu gällande namn av Jean Joseph Gustave Léonard. Cavacoa baldwinii ingår i släktet Cavacoa och familjen törelväxter. Inga underarter finns listade i Catalogue of Life.